# スタイナー・ブラザーズ
ザ・スタイナー・ブラザーズ（The Steiner Brothers）は、兄リック・スタイナーと弟スコット・スタイナーの兄弟によるプロレスのタッグチームである。ザ・スタイナーズ（The Steiners）の略称でも呼称される。
共にミシガン大学のレスリング選手であったことから、アマレス・スタイルのショルダータイツとスタジアムジャンパーをコスチュームに、アスリート系のベビーフェイスとしてWCWやWWFで活躍した。

## 来歴
1989年5月、前年末にテッド・ターナーのジム・クロケット・プロモーションズ（NWAミッドアトランティック地区）買収により発足したWCWにおいて、当時マイク・ロトンド&ケビン・サリバンのバーシティ・クラブと抗争中だったリック・スタイナーのパートナーとしてスコット・スタイナーが参戦。7月23日のグレート・アメリカン・バッシュ'89にてバーシティ・クラブを下し、本格的なタッグチームとして始動する。
同年11月1日にはジョージア州アトランタにてマイケル・ヘイズ&ジミー・ガービンのファビュラス・フリーバーズを破り、WCWの管理下に置かれていたミッドアトランティック版NWA世界タッグ王座を獲得。同王座は翌1990年5月19日にブッチ・リード&ロン・シモンズのドゥームに奪われるも、1991年2月18日に再びフリーバーズを破り、後継タイトルとして新設されたWCW世界タッグ王座を獲得している（その間、1990年8月24日にはボビー・イートン&スタン・レーンのミッドナイト・エクスプレスからUSタッグ王座を奪取したが、世界タッグ王座戴冠に伴い返上）。
1991年3月21日、新日本プロレスの東京ドーム大会に来日し、馳浩&佐々木健介からIWGPタッグ王座を奪取。以降も新日本プロレスへの参戦を続け、1992年6月26日には日本武道館にてビッグバン・ベイダー&クラッシャー・バンバン・ビガロを破り、同王座に返り咲いている。WCWではスティング&レックス・ルガー、アーン・アンダーソン&ラリー・ズビスコなどのチームを相手に世界タッグ王座の防衛戦を行ったが、1992年7月5日、テリー・ゴディ&スティーブ・ウィリアムスに敗れてタイトルを失い、同年にWCWを離脱。
1993年1月よりWWFに登場。1月24日のロイヤルランブル'93ではボウ&ブレイクのビバリー・ブラザーズ、4月4日のレッスルマニアIXではサムゥ&ファトゥのヘッドシュリンカーズから勝利を収め、6月14日にはオハイオ州コロンバスにて、テッド・デビアス&IRSのマネー・インコーポレーテッドからWWF世界タッグ王座を奪取。翌々日に奪還されるも3日後には奪い返し、9月13日にジャック&ピエールのザ・ケベッカーズに明け渡すまで戴冠した。翌年1月11日のサウスカロライナ州フローレンスでのTVショーでは、ブレット・ハート&オーエン・ハートとの兄弟タッグ対決も行われている。
1994年4月にWWFを離れると、同年は新日本プロレスを主戦場に、ヘルレイザーズが保持していたIWGPタッグ王座に再三挑戦。翌1995年はECWに参戦し、ダッドリー・ダッドリー&バンパイア・ウォリアー、クリス・ベノワ&2・コールド・スコーピオ、レイヴェン&スティービー・リチャーズなどと対戦した。

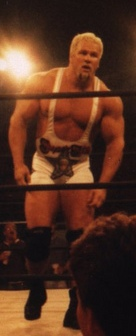
ヒールターン後のスコット・スタイナー（1998年）

1996年3月よりWCWに復帰し、ロード・ウォリアーズやナスティ・ボーイズとの対戦を経て、7月24日にハーレム・ヒートを破りWCW世界タッグ王座への久々の戴冠を果たす。その後は同王座を巡り、nWoの中心メンバーだったケビン・ナッシュ&スコット・ホールのアウトサイダーズと抗争を展開するが、1998年2月にスコットがヒールターンしてnWoに加入したことにより、スタイナー・ブラザーズは解散。以降、スコットは "Big Poppa Pump" を名乗る筋肉派ヒールに変身、リックとの兄弟抗争を繰り広げた。その後、リックもヒールに転向して、2000年8月7日のマンデー・ナイトロにてスタイナー・ブラザーズがヒール・バージョンで復活、スティング&ナッシュと対戦した。以後、スコットはWCW世界ヘビー級王者、リックはUSヘビー級王者となり、2001年にはリック・フレアー率いるユニット "The Magnificent Seven" に揃って加入したが、同年3月にWCWは崩壊した。
2002年5月2日、新日本プロレスの東京ドーム大会でチームを再結成し、佐々木健介&棚橋弘至に勝利。7月19日には札幌にて蝶野正洋&天山広吉のIWGPタッグ王座に挑戦した。以降はインディー団体にて単発的に再結成を行い、2006年にはバージニア州のTNTプロレスリングにて、イートン&デニス・コンドリーの第2期ミッドナイト・エクスプレスやニュー・エイジ・アウトローズと対戦。2007年はTNAに参戦し、チーム3Dやラテン・アメリカン・エクスチェンジ（ホミサイド&ヘルナンデス）と抗争した。2008年1月4日には新日本プロレスの東京ドーム大会に6年ぶりに参戦、ジャイアント・バーナード&トラヴィス・トムコのIWGPタッグ王座に挑戦している。
2010年代も活動を続け、2013年5月31日にはイギリス・プレストンのPCWにてタッグ王座を獲得。2014年11月29日にはノースカロライナ州ウィンストン・セーラムにて行われたリユニオン・イベント "WrestleCade 2014"にて、ロックンロール・エクスプレス（リッキー・モートン&ロバート・ギブソン）、フェイシズ・オブ・フィアー（ミング&ザ・バーバリアン）、トム・プリチャード&ジョージ・サウスとのフェイタル4ウェイ・タッグマッチを征した。
2022年4月1日、WWE殿堂に迎えられた。

## 獲得タイトル
ナショナル・レスリング・アライアンス / ワールド・チャンピオンシップ・レスリング
- NWA世界タッグ王座（ミッドアトランティック版）：1回[4]
- NWA / WCW USタッグ王座：1回[6]
- WCW世界タッグ王座：6回[5]

ワールド・レスリング・フェデレーション / WWE
- WWF世界タッグ王座：2回[8]
- WWE殿堂：2022年[19]

新日本プロレス
- IWGPタッグ王座：2回[7]

プレストン・シティ・レスリング
- PCWタッグ王座：1回[17]